# Ален Авдић
Ален Авдић (3. април 1977) бивши је босанскохерцеговачки фудбалер.

## Репрезентација
За репрезентацију Босне и Херцеговине дебитовао је 1999. године. За национални тим одиграо је 3 утакмице.

## Статистика
| Босна и Херцеговина | Босна и Херцеговина | Босна и Херцеговина |
| Год.                | Ута.                | Гол.                |
| ------------------- | ------------------- | ------------------- |
| 1999                | 3                   | 0                   |
| Укупно              | 3                   | 0                   |